# Pidof

pidof 是Linux下用来查找正在运行进程的进程ID (PID)。 在其他的操作系统中, 大部分使用pgrep 和 ps 来替代。
pidof 一般通过符号链接到“killall5"实现其功能。
例子:
```
$ 
pidof ntpd

3580 3579
```

```
$ 
pidof emacs

22256
```

```
$ 
pidof file

10269
```